# سومنر بايرون مايرز
سومنر بايرون مايرز (بالإنجليزية: Sumner Byron Myers)‏ هو طوبولوجي ورياضياتي أمريكي، ولد في 19 فبراير 1910 في بوسطن في الولايات المتحدة، وتوفي في 8 أكتوبر 1955 في آن آربر في الولايات المتحدة.